# Agrotis erythrosimilis
Agrotis erythrosimilis är en fjärilsart som beskrevs av Emilio Berio 1936. Agrotis erythrosimilis ingår i släktet Agrotis och familjen nattflyn. Inga underarter finns listade i Catalogue of Life.